# Elegia verreauxii
Elegia verreauxii är en gräsväxtart som beskrevs av Maxwell Tylden Masters. Elegia verreauxii ingår i släktet Elegia och familjen Restionaceae. Inga underarter finns listade i Catalogue of Life.